# باجوكلوني
باجوكلون (بالإنجليزية: Pagoclone)‏ هو دواء مزيل للقلق من عائلة السيكلوبيرولون، مرتبط بالعقاقير المعروفة مثل دواء النوم زوبيكلون. 